# HD 4730
HD 4730，又名BD-14 145，SAO 147464、HR 227，是一颗恒星，视星等为5.59，位于銀經120.84，銀緯-76.42，其B1900.0坐标为赤經0h 44m 24.2s，赤緯-14° -76.42′ 13″。